# おかべてつろう
おかべてつろう（本名:岡部 哲郎、1966年-）は、日本の画家、イラストレーター、作詞家、詩人、グラフィックデザイナー、アーティスト、装丁家 。
群馬県安中市出身、桑沢デザイン研究所卒、公益社団法人日本グラフィックデザイン協会(JAGDA ：読み/ジャクダ)元会員。

## 作家略歴
桑沢デザイン研究所卒業後、企業にてグラフィックデザイナーとして活動後、独立。
モスバーガーパッケージデザインやジャストシステムの一太郎スマイルのアイコンに代表されるようなamana作者番号02221のタイプの抽象的なイラスト作品や、現在SNSで発信しているような猫のキャラクターとしてのイラスト作品の両方を手掛ける。
様々なスタイルで創作を行い、抽象画、彫像などをしCDジャケットや表紙等を手がけていたが、イラストレーターに転身し、現在は画家。近年までイラストレーターと書かれていたが画家とプロフィールには書かれるようになった。著書などでは"ねこ画家"としている。
近年は画家業の他に作詞、執筆等も行う。
油絵を趣味にしていた母親の影響もあって絵を描くことに興味があり高校は美術部に在籍、美大を出た姉がデザイン事務所に就職したのをきっかけに、デザイナーという存在を意識するようになり、 高校卒業後直ぐにデザイン専門学校の桑沢デザイン研究所に進学した。卒業後、広告をメインに手がけるデザイン事務所に就職。
10年間勤め独立。青山のギャラリー、スパイラルをきっかけにイラストレーターとしての仕事を得て現在に至る。。

## 作品略歴
初めはソニーミュージックのCDジャケットに見られるように抽象絵画・彫像作品を発表していたが、鳥や人のイラストを描くようになる。この時代の代表作としてモスバーガーパッケージデザインやジャストシステムの一太郎スマイルなどがある。
2003年からは個展をきっかけに猫のイラストを描き始め、ポストカードの販売や本の挿絵に始まり、現在はアパレル用品とコラボする他、原画やリトグラフ等を販売している。
"ねこ"の作品には詩が添えられているが、作詞も行っている。
公式SNSは"ねこ"のイラストがメインのようで殆どかつてのような作品は見当たらない。

## 表記について
表記上の特徴として関連サイト、書籍、SNSにおいて猫は"ねこ"と平仮名で表記される。
検索すると出てくる人物に岡部哲郎(東洋医学者)がいるが別人である。
混同を避ける為か2010前半頃まで岡部哲郎と本名だったものが、現在は"おかべてつろう"または"tetsuro okabe"という具合に平仮名やアルファベット表記を主に変換している。
公式ネットショップである、ひだまりの時間-sunny spot timeと絵本を出版した"ひだまり舎は名前から混雑されがちだが所在地や代表者も違う為、関係がない別会社 。

## 年表

### 1960年代
1966年　
- 誕生[1]

### 1980年代
1986年　
- 桑沢デザイン研究所卒業[1]

1989年　
- 喜多郎／全国コンサートツアーパンフレット[1]

### 1990年代
1990年　
- ハリ－コニックＪｒ．／コンサートパンフレット[1]

1991年　
- 電通アドギャラリーにて個展[1]

1992年　
- AFRICAN BEAT テイチク／CDジャケット[1]
- MORE WORLD MUSIC テイチク／CDジャケット[1]
- 渋谷トロフィームにて個展。[1]
- ニューロンギャラリーにて個展。[1]
- HBギャラリーにて個展。[1]
- 池袋NICOSギャラリーにて個展。[1]
- テイチク／ビデオ＋ＣＤ5枚シリーズ。[1]

1995年　
- 本郷NICOSギャラリーにて個展。[1]
- 青山スパイラルにてオブジェ、絵画、カレンダー等オリジナル商品を販売。 [1]

1995年から毎年、現在までイラストレーションファイル　玄光社刊に作品掲載。
1996年　
- 家族の行方　矢口敦子　東京創元社-創元クライム・クラブ1996年版　ISBN 978-4-488-01267-0／表紙イラスト。[1]

1997年　
- HBギャラリーにて個展。[1]
- 五大都市体育大会／ポスター＋リーフレット＋エンブレム。[1]
- モスバーガー／パッケージ（食器類、包材すべて） 。[1]
- 王子油化製紙／YUPO DESIGN AWARD COMPETITION ポスター＋雑誌広告他。[1]
- 1997年ー1998年 　エバンス／（ロレックス専門店）新聞広告。[1]

1998年　
- 個人イラストレーターとして独立[1]
- 朝日新聞／夕刊コラム用イラスト連載 。[1]
- 平塚ラスカ／年間キャンペーン用電飾＋ポスター＋リーフレット 。[1]
- THE BEST OF REGGAE ソニーミュージック／CDジャケット。[1]
- THE BEST OF GROOVE JAZZ ソニーミュージック／CDジャケット。[1]
- 徳間文庫／西村寿行シリーズカバー以降5册手掛ける。[1]
- 1998年ー2005年　白梅学園短期大学／学校案内 [1]

1999年　
- エンジェル　石田衣良　集英社　ISBN 978-4087752557／表紙に使われている立体作品。[注釈 3]
- 千代田区神保町の公共施設広場に設置されたパブリックアートを手掛ける。[注釈 4]
- HBギャラリーにて個展。[1]

ネスレ／モーメント　ＴＶ-ＣＭ2バージョン。
- 天王洲アートスフィア／雑誌広告＋ポスター 。[1]
- ジャストシステム／一太郎スマイル　パッケージ＋ＳＰツール 。[1]
- 岩波書店／世界別冊　ブックデザイン＋イラスト。[1]

### 2000年代
2000年　
- OKINAWA TIME  コンセプトミュージック／CDジャケット。[1]
- 理想科学工業／ＰＲ誌　理想の詩　表紙連載。[1]
- 2000年ー2007年　吉野家会社案内。[1]
- 資生堂／ホワイティア　ＴＶ-ＣＭ2バージョン。[1]
- マイクロソフト／企業広告（文・村上　龍）3シリーズ　新聞15段＋雑誌広告[1]

2001年　
- 日経新聞／夕刊コラム用イラスト連載。[1]
- デイリーヤマザキ／グルメモア　商品ラベル＋ＴＶ-ＣＭ 。[1]
- 2001年ー2010年　新学社／ほほえみお母さん。[1]
- ユニセフ／グリーティングカード [1]

2002年 　
- Keep.Dreaming On  Britt Savage ワーナ－ミュージック／CDジャケット。[1]
- ギャラリーエフにて個展。[1]
- ネピア／キッチンペーパー　パッケージ＋雑誌広告。[1]
- ジャストシステム／Justsystem＆Scool表紙連載。[1]
- 世界文化社／家庭画報、連載 　[1]

2003年　
- せきかわ歴史とみちの館にて個展[1]
- 猫のイラストを初めて描く[注釈 5]
- 出会いに学び、老いに成長する　日野原重明　講談社-プラスアルファ ／表紙イラスト。[1]
- 日本グラフィックデザイナー協会（JAGDA）会員となる。[1] [2]
- 三越／バレンタインデー　ホワイトデー　父の日　母の日　ポスター＋ＳＰツール。(4,
- 西川産業／テキスタイルデザイン商品発売中　毛布＋タオル＋エプロンなど。(4,
- 集英社／小説すばる 穂村　弘氏エッセイ挿し絵　連載 。(4,
- ジャストシステム／ジャストスマイル2　アイコン。(4,
- NTTデータ／コンサート・オブ・コンサート　新聞広告＋チラシ＋チケット＋CDジャケット 。(4,

2004年　
- 連載-東京コンテンツマーケット出展。(4,
- 世界文化社／家庭画報。(4,
- 連載 -Issue of Management 南淵明宏氏エッセイ　UFJ総合研究所／挿し絵。(4,
- 経済産業省エネルギー庁／エネルギー教育フェア　ポスター＋DM＋チケット＋封筒＋web。(4,
- ローム・ミュージック・ファンデーション ／クラシックコンサートパンフレット掲載用広告。(4,
- ジャストシステム／ジャストジャンプ2@フレンド　アイコンイラスト つたわるねっとTeen's @フレンド＋ホームページミックス ＋ドットランナー　パッケージ(4,

2005年　
- 高校生の音楽1   教育芸術社／教科書表紙イラスト。　(4,
- 高校生の音楽2   教育芸術社／教科書表紙イラスト。(4,
- 企画展出品絵本「愛をあげよう」　ギャラリーＦ。　(4,
- 佼成出版社　谷川俊太郎氏の詩にそえるイラストを連載。(4,
- ベネッセ／おや？BOOK4年生　表紙連載。(4,
- コスモ石油／Voice of the earth。コンサート　 チラシ＋リーフレット 。(4,
- MYT／ねこ気分　オリジナル商品。(4,
- 南山堂／治療　表紙連載。金沢倶楽部／TOKIO STYLE 　林家正蔵氏エッセイ連載。(4,
- MOZART MUSIC THERAPY CONCERT LIVE WEE TOKAK SYSLIONY ORCIEESTRA & TOSAS REHAK 監修・和合治久　エレクトロサウンド／CDジャケット。(4,

2006年　
- なりたい自分になれるファイブカラーセラピー　泉智子　サンマーク出版／表紙イラスト+挿絵。(4,
- 「ゆっくり」でいいんだよ 辻信一　筑摩書房-ちくまプリマ－新書 ／中面イラスト。(4,
- ケイ・アイ・メディア-へいわの灯火ブックレット　ブックレットシリーズのフォーマットデザイン。(4,
- あなたと考える拳法・国民投票法　見つめよう子どもの未来　杉井静子　へいわの灯火ブックレット1 ケイ・アイ・メディア／表紙イラスト。(4,
- ベルン／バレンタインデー用パッケージ＋リーフレット。(4,
- 東急百貨店／春＋夏キャンペーンツール 。(4,
- ベネッセ／こどもを学ぶ　表紙連載。(4,
- 海原純子の心がホッとするメッセージ42  三笠書房 ／表紙イラスト。(4,

2007年　
- 日本セレモニー／ふれあい　表紙連載 。(4,
- 小田急電鉄／80周年キャンペーンツール 。(4,
- 丸紅株式会社／まるべに　株主レポート表紙連載 。(4,
- 2007年ー2009年　集英社／マリソル(marisol)にてアーサー・ビナード氏の詩にそえるイラストを連載。(4,
- 2007年ー2010年　JMS／JMS NOTES　事業報告書表紙。(4,

2008年
- 2008年2月5日　「クヨクヨぐせ」を直せばすべてうまくいく　　斎藤茂太　ぶんか社文庫 ISBN 978-4821151387／表紙イラスト。
- 2008年3月10日　「すごいなぁー」と人に思われる生き方　斎藤茂太　だいわ文庫 ISBN 978-4479301622／表紙イラスト。
- 2008年3月15日　夢ファイル 自分が好きになる自信がわく願いがかなう　鈴木敏恵　日本実業出版社　ISBN 978-4534043641 ／表紙イラスト+挿絵。(4,
- 2008年4月5日　ぶんか社文庫 さ1-11 心から「人に好かれる人」の共通点　斎藤茂太　ぶんか社文庫 ISBN 978-4821151523 ／表紙イラスト。
- 2008年7月1日　格差社会を生きる　男と女の新ジェンダー論　杉井静子　かもがわ出版　ISBN 978-4780302011／表紙イラスト+装丁。
- 2008年10月10日　アジアの子どもたちに学ぶ30のお話　池間哲郎　リサ－ジュ出版 ISBN 978-4904320013／表紙イラスト。
- 2008年ー2009年　ぼんあみぃ-できたかな！？　佼成出版社／イラスト。 (4,
- ふれあい SPRING vol.87 愛グループ　日本セレモニー／表紙イラスト 。(4,
- ふれあい SUMMER  vol.88 愛グループ　日本セレモニー／表紙イラスト 。 (4,
- JMS／JMS NOTES　事業報告書表紙。フィリップモリス／社会貢献PR雑誌広告 。(4,
- マリクレール＋環境省。(4,
- 医療法人済恵会 須藤病院／ロゴマーク　以下デザイン看板＋封筒＋名刺 。(4,
- 2008年ー2009年　 EBIS／Timely EBIS　会封誌表紙連載 。(4,
- 2008年ー2009年　丸紅株式会社／まるべに　株主レポート表紙連載 。(4,
- 2008年ー2010年　JMS／JMS　卓上カレンダー。(4,

2009年　　
- 科学にときめく　ノーベル賞学者の頭の中　益川敏英　かもがわ出版 -かもがわCブックス13(ISBN 978-4-7803-0280-6　C0040／表紙イラスト+装丁。(4,
- おかべどうぶつ病院[注釈 6]／ロゴマーク　以下デザイン看板＋封筒＋名刺 。(4,
- 2009年ー2010年　清流出版／倫風　和田秀樹氏コラムページ連載中。(4,
- 国立環境研究所／沖縄セミナー　ポスター＋チラシ。多胡碑記念館／多胡郡建郡1300年記念事業　ポスター。(4,
- 原宿の杜のクリスマス-Thursday, 17 December Christmas Dinner 2009 in Le hall TOGO Akemi Tomonoh オフィストモノウ／コンサートリーフレット。(4,

### 2010年代
2010年　
- 音楽図書目録2020  教育芸術社／表紙イラスト。(4,
- 真幸くあらば　小嵐九八郎　講談社文庫／表紙に使われている画像の立体作品。 (4,
- 裁かれる者-沖田痴漢冤罪事件の10年　沖田光男　かもがわ出版 ／表紙イラスト+装丁。(4,
- 2010年〜2012年しあわせを呼ぶ年賀状　毎日コミュニケーションズ／ねこイラスト掲載。(4,
- 2010年12月16日〜2011年1月11日札幌のカフェエスキス開催の企画展「ピースクリスマス展—わたしたちの贈り物6」(6,。

2011年　
- 2011年日時不明　東京ビッグサイト国際文具・紙製品展[注釈 7]アクティブ・コーポレーションのブースにて展示(6,
- 2011年 1月24日〜？のパート2千駄ヶ谷のギャラリーエフ企画展出品(6,
- 2011年10月31日～11月6日下北駅前ギャラリーアクチュアル・プルーフ下北沢内

「ビビビ！アートビームVol.2 アートストラップ展」(8,
- 2011年日時不明〜2011年11月29日　東京ミッドタウン・デザインハブ JAGDA東北復興支援チャリティやさしいハンカチ展(9,)
- アクチュアル・プルーフ下北沢にて個展。代官山ヒルサイドフォーラムにて開催されたILLUSTRATORSに参加。(6,
- 伊勢丹新宿本店　ねこ・猫・NEKO展に出品。(6,
- ギャラリー・エフ企画展　セブンティーン、17歳／参加。(6,
- 2011年4月、amana作家番号02221と作品番号07070を新作登録。[注釈 8]

2012年	
- スカイツリーオフィシャルグッズ9種類手掛ける。[注釈 9] (3,
- 2012年11月26日〜？

エキュート品川2Fで開催中の13人のカレンダー展。(6,
- 2012年10月30日(火)～11月4日、アートな切手展(6,(10,11,
- 2012年2月22日～2月27日

伊勢丹新宿店本館5階アートギャラリー「絵画と版画の猫たち～ 木彫の猫と動物たち～ 猫･ネコ･NEKOアート展」(6,
- 2012年12月10日～12月23日、下北駅前ギャラリーアクチュアル・プルーフ下北沢内おかべてつろう展～たいせつなあなたへ。 (6,(14,

2013年
- 2013年12月6日～12月10日

愛媛ギャラリー リブ・アート企画展「アーティストたちのカード展’1３ + BOXED !? 展」(6,(16,
2014年
- 2014年5月19日～6月1日、代々木VILLAGE内 コンテナート[注釈 10]ギャラリースペースにて、おかべてつろう+ 河本徹朗「テツローズ展」[注釈 11](6,(15,

2015年	
- 小学生向け合唱曲「愛をあげよう」の作詞を手掛ける。 [13]
- 2015年10月8日〜10月13日メゾンドネコ・アートギャラリー京橋企画展「こんにちはねこの引き出しです」出品。(6,
- 2015年4月21日　イオンブランドSAPPORO LAGER'S HIGH/パッケージ、鳥のイラスト(28,

2016年
- 台湾でも活動を開始
- 美術館ミュージアムショップなど多数ショップで商品を販売。 (1,3,
- 2016年12月1日～12月6日、吉祥寺にじ画廊　10人の作家によるグループ展「旅」(6,(12,

2017年	
- 2017年6月、台湾でも個展開催(1,
- 台湾の出版、悦知文化（Delight Press）から初の作品集を出版。 (1,3,

2018年	
- 2018年4月26日～7月8日東京ドームシティGalleryAaMO 「ねこ画展〜ねこ画から生まれた愛おしい世界〜」[14]
- JR東日本高崎線駅ホームに22枚設置された大判サインボード手掛ける。[注釈 12][15]2024年現在も設置 (3,
- 銀座王子ホール季刊誌『OJI HALL Notes楓』表紙を手がける。2024年現在も連載中(3,

2019年	
- 2019年2月16日～2月24日、西荻窪、信愛書店en=gawa 信愛書店企画展「西荻猫路地2019」(6,
- 2019年3月26日～3月31日、安中市旧碓井郡役所、おかべてつろう個展「灯火」。(6,
- 2019年11月15日、おかべてつろう作、絵本『17歳 光と影の季節』 をひだまり舎から出版。 ISBN 978-4-909749-03-1(3, (6,

### 2020年代
2020年
- 2020年2月22日～2月29日、西荻窪、信愛書店en=gawa 信愛書店企画展「きのこ村の猫路地」(6,

2021年	
- 2021年1月18日〜2月18日

TAKUMIBA（タクミバ）×おかべてつろうコラボ猫マスク

- 2021年3月　群馬県安中市がレジ袋の有料化に伴い、プラスチックごみの削減のため、市オリジナルのエコバックを作成。イラストを使ったオリジナルエコバッグを安中市民を対象に毎戸配布。[17]
- 2021年9月29日～10月4日大阪イロリムラギャラリーイロリムラ [89]画廊 展示室１企画展
- 2021年12月1日、おかべてつろう作、絵本『愛をあげよう』をひだまり舎から出版ISBN 978-4909749116。
- 2021年12月16日～12月26日ライティング・オブジェ展2021出品。(6,
- オーストラリアのエージェントの企画による、日本人猫作家30人を紹介する書籍に作品を掲載。(6,
- 老舗靴下メーカー助野から靴下、ルームパンツなどのコラボ商品発売。 (3,

2022年	
- 2022年2月1日～2月27日TSUTAYA BOOKSTORE 岡山駅前で開催の「猫展2022」出品。(6,
- 2022年4月26日～5月29日軽井沢ARTBOXでおかべてつろう展「ここは私の咲く場所」個展。(6,
- 2022年10月、歌集『きみの涙はぜんぶ受け止める』新井きわ　六花書林ISBN 9784910181417／イラスト。(6,
- 2022年12月27日　第一弾コラボとして、株式会社FOX（本社：東京都千代田区、代表取締役：五十畑 理央） のブランドcaseplay ×おかべてつろうのコラボスマートフォンケース、8種類のデザイン× 最大87機種対応で販売[18]
- アパレルメーカー/nINE（スラッシュナイン）とのTシャツ、ワンピースなどのコラボ商品発売。(3,
- 公益社団法人被害者支援センターすてっぷぐんま／メモ帳2022年版

2023年　
- 2023年1月26日〜2月4日、国立新美術館　展示室3A 第11回シャドーボックス展にておかべてつろうのイラストを元にしたシャドーボックス24名の作家による全28点。(6,
- 2023年2月15日〜2月21日玉川髙島屋アートサロン、おかべてつろう展(6,
- 2023年3月8日〜3月14日香林坊大和6階ギャラリーKOHRIN、おかべてつろう展(6,
- 2023年3月23日〜3月28日トキハ本店5階家具売り場でおかべてつろう展(6,
- 2023年4月23日　第二弾コラボとして、株式会社FOX（本社：東京都千代田区、代表取締役：五十畑 理央） のブランドcaseplay ×おかべてつろうコラボ商品　デザインを3種類、iPhone／Androidを含めた96機種対応で販売[19]
- 2023年5月3日〜5月9日大丸心斎橋店　本館8階Artglorieux GALLERT OF OSAKAでおかべてつろう展(6,
- 2023年6月14日〜6月19日　みなとみらいギャラリーAクイーンズスクエア横浜クイーンモール2階(横浜市西区みなとみらい2-3-5)にてシャドウボックス作品展～おかべてつろうの世界～ArtStudio”ARIES K”開催。(6,
- 2023年7月27日〜8月1日トキハ別府店　「きみの涙はぜんぶ受け止める」はっとりさちえ+おかべてつろう　二人展。(6,
- 2023年8月17日〜8月23日大阪、千里阪急ではっとりさちえ+藤岡ちさ+おかべてつろう(6,
- 2023年9月1日～9月10日、ギャラリー来舎、おかべてつろう 個展「きみの涙はぜんぶ受け止める」(6,
- 2023年9月16日～10月9日軽井沢ARTBOXでおかべてつろう展「愛をあげよう」個展。(6,
- ？〜2023年9月26日トキハわさだタウン　はっとりさちえ+おかべてつろう　二人展。(6,
- 2023年9月29日 映画「ルー、パリで生まれた猫」映画館限定オリジナルグッズ[20]
- 2023年12月2日～12月25日「猫にまたたび展 2023 winter」 参加。(6,
- 2023年12月15日 銀座王子ホール公式キャラクター「オウジロー」[注釈 13])のキャラクター
- 2023年12月18日 ［商願2023-140136］

商標：［画像］区分：18類で商標登録
2024年　
- ？〜2月28日TSUTAYA BOOKSTORE 岡山駅前で開催の「猫展2024」出品。(6,
- 2024年7月13日　第三弾コラボとして、株式会社FOX（本社：東京都千代田区、代表取締役：五十畑 理央） のブランドcaseplay ×おかべてつろうコラボ商品　イヤフォンケースやウォッチバンド 等10アイテム販売[21][22]
- 2024年8月〜11月30日　秋限定ポストカードが発売される。
- 2024年8月20日～9月23日軽井沢ARTBOXでおかべてつろう展「森の演奏会」個展。(6,
- 2024年9月5日　商標登録。登録第6841381号。指定商品又は指定役務並びに商品及び役務の区分(LIST OF GOODS AND SERVICES)第18類かばん類袋物，容器、携帯用化粧道具入れ、傘、ステッ(その他別紙記載) Xより
- 2024年 9月25日-9月30日銀座三越で作品集出版記念おかべてつろう展「ここはわたしの咲く場所 」個展。[23]
- 公益社団法人被害者支援センターすてっぷぐんま／A4・A5クリアファイル+ (21
- 2024年10月3日　作品「なにひとつ」発表。[24]
- 2024年10月5日　おかべてつろう公式オンラインショップにてタイトル「森の演奏会」を使った新商品クリアファイルとトートバッグ販売開始。
- 2024年10月7日　Instagramにおかべてつろう×スタイルのコラボ商品を紹介するスタイル株式会社の特設アカウントが作られる。[25]
- 2024年10月10日 〜10月22日　スタイル株式会社のコラボ商品が岩手県パルクアベニュー・カワトク、近鉄百貨店和歌山店、近鉄百貨店奈良店、3店舗で10月22日まで販売[26]

- 2024年10月14日　Art Studio ARIES Kとのコラボ商品シャドーボックス作品の販売停止及び以後個展にて展示なしとの発表がされる。[27]

- 2024年10月14日　軽井沢ART BOXとオンラインショップ「ひだまりの時間」限定で新作ジークレー「森の演奏」販売開始[28]

- 2024年10月16日　以前からポストカードやリトグラフを販売していた日帰り温泉恵みの湯(群馬県安中市)にて、玄光社発売の作品集「ここはわたしの咲く場所」、衣服メーカーの助野製造・姉川書店内猫本専門神保町にゃんこ堂用の商品秋冬用ルームパンツ販売。[29]

- 2024年10月16日　助野株式会社のブランドSUKENOから秋冬用裏起毛ルームパンツ、秋冬用刺繍靴下販売。SUKENOオンラインショップ限定販売。[30]

- 2024年 10月16日〜10月22日　スタイル株式会社のコラボ商品が近鉄百貨店奈良店1階ハンドバッグ売場、近鉄百貨店和歌山店2階ハンドバッグ売場にて販売開始。

- 2024年10月21日　スタイル株式会社のコラボ商品が小倉井筒屋本館3階ハンドバッグ売場にて販売開始。[31]

- 2024年10月22日　スタイル株式会社のコラボ商品が天満屋津山店1階ハンドバッグ売り場にて販売開始。[32]

- 2024年10月22日　スタイル株式会社のコラボ商品が小田急百貨店ふじさわ1階服飾雑貨売場にて販売開始。[33]

- 2024年10月26日20:00〜10月28日20:00  新作モノクロミニ原画「このままで」シリーズNo.25、No.26、No.27の3枚がおかべてつろう公式オンラインショップにて販売。

- 2024年10月26日13:00〜15:00　第32回神保町ブックフェスティバル2024にあわせ、姉川書店内猫本専門神保町にゃんこ堂(千代田区神田神保町2-2)にて先着20名のサイン会を行う。

- 2024年10月30日　以前からポストカードやリトグラフを販売していた日帰り温泉恵みの湯(群馬県安中市)にて、東亜金属株式会社コラボ商品ラーメン鉢販売。[34]

- 2024年10月30日　玄光社から発売のおかべてつろう作品集『ここはわたしの咲く場所』銀座王子ホール２階ノベルティカウンター(東京都中央区銀座)にて販売。[35]

- 2024年11月1日〜11月5日　おかべてつろう公式オンラインショップにて第1回スタイル株式会社コラボグッズの受注販売が開始される。[36]

- 2024年 11月6日〜11月19日　おかべてつろう×スタイル デビューフェアにてスタイル株式会社とのコラボ商品(バッグ、ポーチ、お財布、傘等)が大丸東京店 3階婦人服売り場で販売される。

- 2024年11月8日　スタイル株式会社のホームページに特設ページが作られる。[37]

- 2024年11月10日　猫のひげ(群馬県安中市原市)にて衣服メーカーの助野製造、姉川書店内猫本専門神保町にゃんこ堂用の商品もふもふ靴下とルームシューズを委託販売。[38]

- 2024年11月13日　猫のひげ(群馬県安中市原市)で来年のカレンダーの販売開始される。卓上カレンダーと、A4サイズカレンダーの二種。[39]

- 2024年11月14日　スタイル株式会社から作品「おでかけ日和」を使用したコラボ商品、リバーシブルトートバッグの紹介が行われる。[40]

- 2024年11月16日　おかべてつろう公式オンラインショップひだまりの時間にて来年のカレンダーの販売開始される。卓上カレンダーと、A4サイズカレンダーの二種。

- 2024年11月16日〜11月22日　15冊限定で玄光社から発売の作品集「ここはわたしの咲く場所」イラストサイン入れ企画。名前（ご希望のお名前）、ねこのイラスト 、日付 、サインを直筆、非売品ハンドメイドの限定クリスマスポストカード付属。

- 2024年11月17日　猫のひげ(群馬県安中市原市)にて冬用あったかルームパンツ販売。[41]

- 2024年11月18日　姉川書店内猫本専門神保町にゃんこ堂にて来年のカレンダーの販売開始される。卓上カレンダーここはわたしの咲く場所¥800と、A4サイズカレンダー「ひとりじゃないよ」表紙＋12ヶ月／13枚　¥2,000税込の二種。[42]

- 2024年11月20日〜12月25日　スタイル株式会社とのコラボ商品が北海道札幌市の百貨店(丸井今井札幌本店 大通館2階ハンドバッグ・財布売場、札幌三越 本館3階ハンドバッグ・財布売場)の2店舗で販売が開始される[43]

- 2024年11月21日　軽井沢ART BOXで来年のカレンダーの販売開始される。卓上カレンダーと、A4サイズカレンダーの二種。[44]

- 2024年11月21日〜12月25日　スパイラルマーケット丸の内店KITTE1階にてクリスマス限定ポストカードが販売される。[45]

- 2024年11月22日　スタイル株式会社とのコラボ商品が北海道札幌市の百貨店(さっぽろ東急百貨店 1階 財布小物売場、丸井今井札幌本店 大通館2階ハンドバッグ・財布売場、札幌三越 本館3階ハンドバッグ・財布売場)の3店舗で販売が開始される。さっぽろ東急百貨店は11月22日から、丸井今井札幌本店と札幌三越は11月20日から。[46]

- 2024年11月27日　クリスマス限定ポストカードがスパイラルマーケット5店舗(スパイラルマーケット青山店、二子玉川店、丸の内店、横浜赤レンガ倉庫店、大阪ルクアイーレ店)で販売開始。[47]

- 2024年11月29日　スタイル株式会社からコラボグッズが販売されると発表がある。作者からスズラン百貨店とそごう横浜店 地下1階、婦人財布売場にて販売があると通達がある。

- 2024年11月29日〜12月16日　おかべてつろう公式オンラインショップにて金色を使った特殊印刷の限定クリスマスポストカードが販売される。[48]

- 2024年11月30日〜12月2日　おかべてつろう公式オンラインショップにて第2回スタイル株式会社コラボグッズの受注販売が開始される。[49]

- 2024年12月4日(水)～25日　スズラン百貨店高崎店2階ハンドバッグ売場にて2024年11月29日発表のスタイル株式会社からコラボグッズが販売。12月7日にてサイン会開催。[50]

- 12月??日〜22日　ヤンマービル　ライティングオブジェ　毎年12月に参加していたとある。[51]

- 12月11日　15:15〜15:23

15:00〜15:55放送のFM gunma かかあデンパ　純喫茶kakaa (12月11日 15:15〜15:23)コーナーにてインタビュー 

- 2024年12月20日〜2025年1月7日　ジェイアール名古屋タカシマヤ2025新年福袋企画として1名限定のオーダーメイド原画福袋が販売される。原画サイズ25㎝×25㎝ ¥198000 抽選制。ジェイアール名古屋タカシマヤ 9階 ローズパティオに赴き応募用紙にご記入の上、応募箱に投函する必要があった。 [55]

### 2025年
- 2025年1月4日20:00〜　オンラインショップ2025年新商品第一弾オンラインショップ「ひだまりの時間」にて新春福袋販売。内容物は季節限定+廃盤ポストカード25枚セット+ 高崎線6駅のホームのサインボードのイラストのJR公式ポストカード7枚セット。後者はイベントのみで配られた非売品。[56]

- 2025年1月4日20:00〜 1月10日（金）23:59 締め切り予定　第二回作品集サイン入れ企画としてオンラインショップ「ひだまりの時間」作品集「ここはわたしの咲く場所」イラストサイン入れ企画が行われた。先着15名様限定（上限人数に達し次第終了）だったが要望により20人に拡充。1月4日20:00開始、同日21:44定員。[57][58]

- 2025年1月6日　1月6日発売の株式会社カタログハウス、株式会社通販生活の情報誌「通販生活 新春1・2月号」に株式会社スタイルとのコラボ商品、商品名:長財布「静かな夜」/おかべてつろう猫ポエム財布商品番号 2930086税込17,600円が掲載される。[59]

- 2025年1月⁇日〜3月5日　ペットと宿泊出来るホテルとして知られる、株式会社リロバケーションズが運営するホテルブランドゆろりろの「ゆとりろ軽井沢ホテル」[60]のロビー で期間限定販売のコーナーが設けられる[61]

- 2025年2月1日〜2月27日　TSUTAYA BOOKSTORE 岡山駅前で開催中の「2025猫展」の後期2月16日〜2月27日で参加[62]

- 2025年2月8日？　スタイルコラボ商品「ねこ顔ポーチ」再販

- 2025年2月12日〜2月25日　株式会社大丸松坂屋百貨店の大丸札幌店(3階 婦人洋品売り場イベントスペース)にてスタイルコラボ商品POP-UP開催[63]

- 2025年2月19日〜3月4日　髙島屋大宮店(2階ハンドバッグ売り場)スタイルコラボ商品POP-UP[64]

- 2025年2月23日　雑貨屋猫のひげにてサイン会

- 2025年 3月2日　スタイル 2025年春夏新作スタイルコラボ商品第一弾発売

- 2025年 3月8日〜14日　東亜金属コラボ、ステンレスタンブラー6種類とステンレスボトル6種類の第一回受注会[65]

- 2025年 3月15日〜23日　高崎シティギャラリーで開催された「愛猫・愛犬 写真パネル展　ねこにすと・いぬにすと〜群馬ナンバーにゃん＆ナンバーわん決定戦」に雑貨屋猫のひげブースで参加

- 2025年 3月22日〜31日毎11:00〜18:00 最終日16:00   ギャラリー来舎（きや）梅猫庵、おかべてつろう 個展「このままで」

- 2025年 3月29日　歌人の秋月祐一×おかべてつろうコラボ[66]

- 2025年 3月30日　SUKENOコラボ　春夏新商品のアームカバー第一弾を販売

- 2025年 4月1日〜29日　パルクアベニュー・カワトク　スタイルコラボ商品POP-UP 4月1日〜15日が2F財布小物売り場、4月16日〜29日1F下りエスカレーター前 、サイン会19日13:00〜15:00

- 2025年 4月中旬〜4月末　SUKENOコラボ　春夏新商品のアームカバー第二弾を販売

- 2025年 4月8日　王子ホール、王子ホールメンバーズクラブ会員証リニューアル[67]

- 2025年 4月9日〜5月13日　スズラン百貨店高崎店 2Fハンドバッグ売り場、スタイルコラボ商品POP-UP

- 2025年 4月14日〜20日　東亜金属コラボ、ステンレスタンブラー6種類とステンレスボトル6種類の2回目の受注会[68]

- 2025年 4月15日〜　北海道を除く全国イオンでスタイルコラボTシャツ4種類、生地色違い各2種類、合計8種類販売開始[69]

- 2025年 4月30日〜　小田急百貨ふじさわ 1階服飾雑貨売場、おかべてつろう×スタイルPOP-UP

- 2025年 4月30日〜5月6日18:00  ジェイアール名古屋タカシマヤ9階イベントスペース 、おかべてつろう個展 「きみのとなりはしあわせのとなり」

- 2025年 5月7日〜　新潟伊勢丹、スタイルコラボ商品POP-UP

### 長期刊行物
- 2010年〜現在まで　一般社団法人実践倫理宏正会の会報「倫風」/挿絵
- 2018年〜　銀座王子ホール広報誌OJI HALL Notes 楓　冊子版+電子版[70]
- 唯物論1〜97(最新号まで) 東京唯物論研究会の機関紙

### 期間が不明の出版物および仕事
- 家の光　家の光協会[注釈 15]／挿絵。2010年ー2024年現在まで？(4,
- 脳科学の冊子
- 東京唯物論研究会の機関紙　唯物論1〜97(現在まで)/表紙イラストと装丁
- PHP／鏡リュウジ氏の占いページの挿絵。10年間程度[注釈 16]
- 元気がでるからだの本　オレンジページ／イラスト(4,
- ほほえみお母さん  全日本家庭教育研究会／イラスト(4,
- 前畑株式会社　おかべてつろうマグコレクション品番 29515-0　陶器マグ　使用作品名「森のお花畑」[71]

- 立正佼成会　ドリームカプセル
- ガラパコス携帯型の玩具(2010年より前)

- マスキングテープにゃんこ堂[72]
- オリジナルデザインマンホール設置(グリーンフェス)
- LINEスタンプ　おかべてつろう　気持つたわる盛り上がる、ねこスタンプ[73]
- 建築会社のCM
- 九条科学者の会／定期刊行物イラスト+ファイル+ロゴマーク

## 取得している商標登録
- 商標登録-第16類 紙類、文房具類-商標6523181号(2023年3月25日)[74]
- 商標登録-第25類 被覆、履物(日時不明)
- 商標登録-第18類 かばん、革製品、携帯用化粧具入れ、傘、杖等-商標684138号(2023年12月18日出願-2024年9月5日登録)[75]

## 出版歴
表紙イラストや挿絵のみのものは年表にて記載

### 著書
- 発行時期不明　きっと大丈夫　おかべてつろう[76]
- 2014年　愛をあげよう-2014年展示用ミニブック　おかべてつろう　自費出版[注釈 17]
- 2017年12月11日　給你，我的心意　一句話，一件事，都是幸福的練習 152頁　悦知文化 Delight Press(中文)[77]

- 2019年11月15日、絵本『17歳 光と影の季節』 おかべてつろう　ひだまり舎　ISBN 978-4-909749-03-1

- 2021年12月1日、絵本『愛をあげよう』　おかべてつろう　ひだまり舎　ISBN 978-4909749116。

- 2022年2月　『愛をあげよう』おかべてつろう オリジナルミニブック-2014年展示用ミニブック復刻版　おかべてつろう　自費出版[注釈 18]

- 2023年　Color Your Way / きみの色で-塗り絵もできる線画集　おかべてつろう[注釈 19][注釈 20]

- 2024年9月　おかべてつろう作品集『ここはわたしの咲く場所』 おかべてつろう　玄光社　ISBN 9784768319703

- 2025年7月 オリジナルミニブック『愛をあげよう』おかべてつろう　 第2版（2014年版の表紙と裏表紙、10頁リニューアル版）[78]

### 共著
- イラストレーションファイル　玄光社(期間不明〜現在まで)
- JAGDA年鑑 JAGDA